# حفرية كيه إن إم دبليو تي 17000

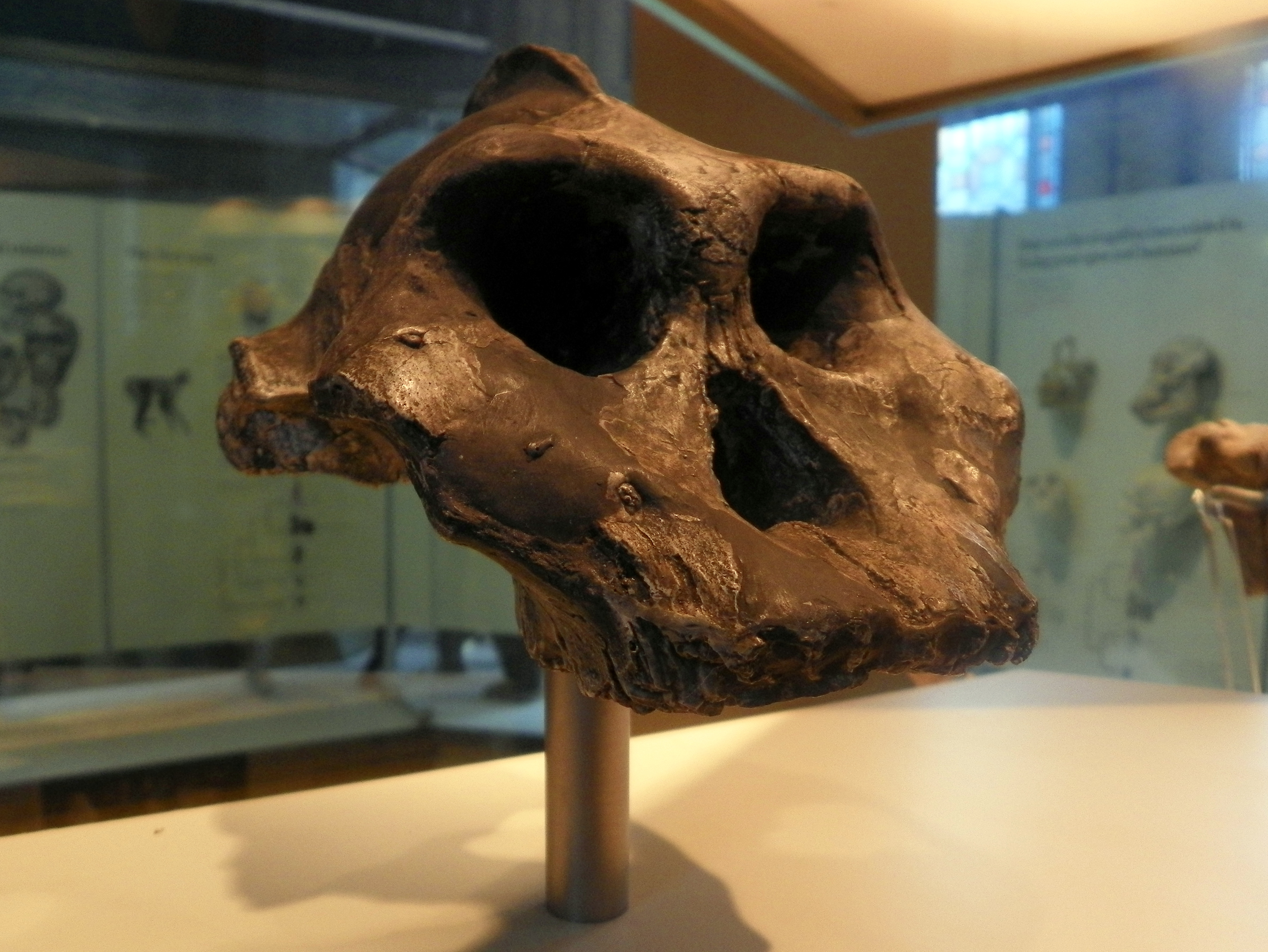
حفرية كيه إن إم دبليو تي 17000

حفرية كيه إن إم دبليو تي 17000 (المعروفة أيضا باسم «الجمجمة السوداء») هي حفرية لجمجمة بالغ من نوع إنسان إثيوبيا. وقد اكتشفت في غرب توركانا، بكينيا من قبل ألان ووكر في عام 1985.
يقدر عمر الحفرية بـ 2.5 مليون عام. وهي جمجمة لبالغ بسعة تقديرية تبلغ 410 سم مكعب.
تتصف الحفرية بأنها ذات بناء قوي وعُرف سهمي بارز. ويعزى لونها إلى ارتفاع نسبة المنجنيز في مادة الجمجمة. يبتعد قحف هذه الجمجمة للخارج عن الجبهة، وتملك قوسا وجنيا واسعا، ولديها أكبر عرف سهمي مقارنة بأي نوع إنساني بدائي. تتجذر الضروس والأسنان الطواحن في الفك، وتدل على أن هذا الإنسان المبكر امتلك أسنانا خدية ضخمة؛ وهو تكيف مع المضغ الثقيل. وهذه الجمجمة هي الوحيدة التي تم اكتشافها لهذا النوع.